# Multisportsgren
Multisportsgren eller mangekamp er en sportsgren bestående af to eller flere discipliner, der afvikles enten efter hinanden eller ind imellem hinanden. Hvis præstationerne i de enkelte discipliner bedømmes på forskellig vis, vil der være et samlet pointsystem eller en konvertering mellem de enkelte resultater.

## Liste over multisportsgrene

### Atletik
- Mangekamp (atletik) - præsentation af atletikkens multisportsgrene eller mangekampe
- Kastefemkamp (atletik) - hammerkast, kuglestød, diskoskast, vægtkast og spydkast
- Syvkamp – 100 meter hækkeløb, højdespring, kuglestød, længdespring, spydkast, 400-meter-løb og 800-meter-løb, der afvikles DM under Dansk Atletik Forbund.
- Tikamp – 100-meterløb, længdespring, kuglestød, højdespring, 400-meter-løb, 110 meter hækkeløb, diskoskast, stangspring, spydkast og 1500-meter-løb, der afvikles DM under Dansk Atletik Forbund.
- Femkamp – længdespring, spydkast, 200-meter-løb, diskoskast og 1.500-meter-løb, der afvikles DM for mænd under Dansk Atletik Forbund.

### Militær idræt
- Militær firekamp – skydning, forhindringsbaneløb, håndgranatkast og løb.
- Militær femkamp – skydning, forhindringsbaneløb, forhindringsbanesvømning,håndgranatkast og løb.
- Marin femkamp – forhindringsbaneløb, livredning, forhindringsbanesvømning, sømandskab og amfibieløb.

### Vinteridræt
- Skiskydning (biathlon) – langrend og riffelskydning
- Nordisk kombination – Skihop og langrend
- Militært patruljeløb – langrend og riffelskydning for hold

### Triatlon-relaterede
- Triatlon – svømning, cykling og løb, der afvikles DM under Dansk Triathlon Forbund.
- Aquatlon – svømning og løb, hører under Dansk Triathlon Forbund.
- Duatlon – cykling og løb, der afvikles DM under Dansk Triathlon Forbund.
- Cross-duatlon – MTB cykling og løb, der afvikles DM under Dansk Triathlon Forbund.
- Quadratlon – svømning, kajak, cykling og løb,

### Historiske
- Oldtidens femkamp – løb, spring, spydkast, diskoskast og brydning

### Etniske
- Gutnisk femkamp – 100-meter-løb, varpalængdekastning, højdespring, stangstødning og rygkast er idrætsgrenene i den gutniska femkamp, der blandt andet dyrkes ved Stångaspelen på Gotland i Sverige.

### Øvrige
- Moderne femkamp – pistolskydning, fægtning, svømning, ridning og løb.
- Racketlon – bordtennis, badminton, squash og tennis.[1]
- Skakboksning – skak og boksning [2]